# La Chasse à la baleine
La Chasse à la baleine (くじらとり, Kujiratori) est un court-métrage d'animation écrit et réalisé par Hayao Miyazaki et uniquement diffusé au Musée Ghibli dans la ville de Mitaka au Japon.
L'histoire est inspirée d'un conte pour enfants du même nom, tiré du recueil Iya Iya En (いやいやえん, littéralement « L'école maternelle : non, non ! ») écrit par Rieko Nakagawa et illustré par Yuriko Omura en 1962.
L'anime a été récompensé du prix Noburō Ōfuji en 2001.

## Synopsis
Le court-métrage raconte l'histoire d'enfants de maternelle faisant semblant de construire un bateau et de partir à la chasse baleinière. Quand l'imagination remplace la réalité, ils se retrouvent au milieu de l'océan et partent chasser leur propre baleine. Certains enfants veulent harponner la baleine tandis que d'autres veulent juste la prendre en photo. Finalement, une gentille baleine apparaît et joue avec les enfants jusqu'à ce que leur rêve prenne fin et qu'ils reviennent à la réalité.